# Universitatea Națională de Arte „George Enescu” din Iași
Universitatea Națională de Arte „George Enescu” este o instituție de invățământ superior de stat din Iași, România. Universitatea a fost înființată la 26 octombrie 1860 sub denumirea de „Școala de Muzică și Declamațiune de la Iași”, iar 26 de zile mai târziu se înființează și „Școala de Sculptură și Pictură”. Sub denumirea actuală există din 1997.
De-a lungul timpului Universitatea „George Enescu” a purtat următoarele denumiri:
- 30 iunie 1860[3] -- Parlamentul a votat înființarea Universității și a Muzeului din Iași în casa achiziționată de la Alexandru Rosseti-Roznovanu cu suma de 18000 de galbeni.[3] Prin decretul nr. 45 din 13 august 1860, s-a stipulat metodologia de deschidere a muzeului, realizarea unui album și restaurarea tablourilor existente.[3] S-a organizat un concurs de pictură și s-a organizat o școală de pictură și sculptură pe lângă muzeu.[4] Universitatea s-a deschis oficial în data de 26 octombrie 1860 în prezența domnitorului Alexandru Ioan Cuza.[4]
- 15 ianuarie 1861[4]–1931 -- Școala de Belle-Arte
- 1931–1948 -- Academia de Belle-Arte
- 1948–1992 -- Institutul de Artă
- 1992–1997 -- Academia de Arte „George Enescu”
- din 1997 -- Universitatea de Arte „George Enescu”

## Facultăți
- Facultatea de Interpretare, Compozitie si Studii Muzicale Teoretice din Iași
- Facultatea de Teatru din Iași
- Facultatea de Arte Vizuale și Design din Iași

## Profesori și absolvenți
- Caciora Teodor (Puiu)
- Călin Alupi
- Corneliu Baba
- Gheorghe Panaiteanu Bardasare
- Octav Băncilă
- Anda-Louise Bogza
- Hariclea Darclée
- Ion Ghelu Destelnica
- Ștefan Dimitrescu
- Florin Faifer
- Ion Irimescu
- Aurel Istrati
- Gabriela Manole-Adoc
- Ion Mateescu
- Nelly Miricioiu
- Mihai Nechita
- Bogdan Alin Ota
- Camil Ressu
- Valentina Rusu-Ciobanu
- Gheorghe Scheletti
- Nicolae Tonitza